# Lutz Kasper
Lutz Kasper (* 30. November 1964 in Dresden) ist ein deutscher Physikdidaktiker und Hochschullehrer.

## Leben
Nach dem Abitur 1986 in Dresden machte er anschließend eine Berufsausbildung zum Werkzeugmacher. Von 1989 bis 1995 folgte ein Studium für das Lehramt der Physik und Mathematik an der Universität Hannover. Er war zunächst im Schuldienst tätig und ging anschließend von 1998 bis 2006 als Fachlektor für Physik und Mathematik zum Cornelsen Verlag. Nach der Promotion zum Dr. rer. nat. am Institut für Physik der Universität Potsdam mit der Arbeit Diskursiv-narrative Elemente für den Physikunterricht: Entwicklung und Evaluation einer multimedialen Lernumgebung zum Erdmagnetismus war er dort von 2007 bis 2009 Wissenschaftlicher Mitarbeiter.
Im Sommersemester 2009 übernahm Kasper eine Lehrstuhlvertretung für Didaktik der Physik an der Goethe-Universität Frankfurt am Main und wurde anschließend bis 2011 Akademischer Mitarbeiter an der Pädagogischen Hochschule Freiburg.
2012 folgte Kasper einem Ruf auf die Professur für Physik und ihre Didaktik an die Pädagogische Hochschule Schwäbisch Gmünd. Ebenfalls 2012 lehnte er einen weiteren Ruf auf eine Professur für Didaktik der Physik und Chemie an die Martin-Luther-Universität Halle-Wittenberg ab. Von 2018 bis 2021 war er Prorektor für Studium und Lehre.
2016 übernahm Kasper eine Gastprofessur im Department of Physics der Grand Valley State University (GVSU) in Michigan (USA).

## Forschungsschwerpunkte
Kasper forscht zu sprachlichen Aspekten beim Lernen von Physik sowie zur Wissenschaftsvermittlung in Experimenten, insbesondere unter Nutzung von mobilen Endgeräten wie Smartphones. Außerdem ist er an der Entwicklung und Evaluation von Medien für den Physikunterricht beteiligt. Zudem ist er an regionalen fachwissenschaftlichen und fachdidaktischen Bezügen interessiert, so zum Beispiel an Agnes Banholzers Wirken in Schwäbisch Gmünd.